# Diagnostic Medical Systems
Pour les articles homonymes, voir DMS.
 (mars 2021).
Si vous disposez d'ouvrages ou d'articles de référence ou si vous connaissez des sites web de qualité traitant du thème abordé ici, merci de compléter l'article en donnant les références utiles à sa vérifiabilité et en les liant à la section « Notes et références ».
Diagnostic Medical Systems ou DMS, est une société française spécialisée dans les systèmes d'imagerie au service du diagnostic médical. Elle est cotée à la bourse de Paris.

## Activités
DMS est le leader français de la conception, du développement et de la fabrication de systèmes d'imagerie dédiés à la radiologie numérique et conventionnelle ainsi qu'à l'ostéodensitométrie. Le CA par activité se répartit comme suit :
- vente d'équipements de radiologie (76,7 %)
- vente d'ostéodensitomètres et de dopplers (23,3 %)

De plus, le groupe propose des activités de distribution et de maintenance des appareils.
En 2011, DMS dispose d'un site de production en France à Nîmes. Le siège social de la société est à Mauguio.
La répartition géographique du CA [Quand ?]est la suivante : Europe (77,6 %), Afrique (9 %), Asie (6,7 %), Moyen-Orient (4,1 %) et Amériques (2,6 %).

## Actionnaires
Liste au 18 avril 2019.
| Flottant                      | 80,98% |
| Jean Paul Ansel - GSE Holding | 9,26%  |
| Samuel Sancerni               | 2,25%  |
| Franck Festy                  | 2,19%  |
| Regis Roche                   | 2,19%  |
| Jean-Paul Ansel               | 1,46%  |
| Odile Ricard                  | 0,99%  |
| WICAP Stemcis 2014            | 0,22%  |
| WICAP Stemcis                 | 0,2%   |
| Austral Management            | 0,11%  |
| See-Nuan Simonyi              | 0,11%  |
| Emmanuel Delay                | 0,02%  |